# Erik Němec
Erik Němec (ur. 21 grudnia 1993 w Metylovicach) – czeski hokeista.

## Kariera
- HC Vítkovice U18 (2007-2010)
- HC Vítkovice U20 (2009/2010, 2011-2012, 2013/2014)
  -  Valley Jr. Warriors (2010/2011)
  -  HC Poruba (2011/2012)
  -  HC Šumperk (2012/2013)
- HC Vítkovice (2013-2017)
  -  HC Hawierzów (2013/2014, 2015/2016)
  -  HC Poruba (2016/2017)
- Orli Znojmo (2017-2019)
- HC Vítkovice (2019/2020)
  -  HC Hawierzów (2019/2020)
- Cracovia (2020-2023)
- Ferencvárosi TC (2023-)

Wychowanek i wieloletni zawodnik HC Vítkovice. W 2015 przeszedł do Orli Znojmo, czeskiej drużyny grającej w austriackiej lidze EBEL. Po dwóch latach, w 2019 powrócił do Witkowic. W sierpniu 2020 został zawodnikiem Cracovii w Polskiej Hokej Lidze. Od sierpnia 2023 zawodnik węgierskiego Ferencvárosi TC.
W wieku juniorskim występował w kadrach Czech do lat 18, do lat 19 i do lat 20. Uczestniczył w turnieju mistrzostw świata juniorów do lat 20 edycji 2013.

## Sukcesy
Klubowe
- Złoty medal mistrzostw Czech do lat 20: 2013 z HC Vítkovice U20
- Srebrny medal mistrzostw Polski: 2021 z Cracovią
- Puchar Polski: 2021 z Cracovią
- Puchar Kontynentalny: 2022 z Cracovią

Indywidualne
- Mistrzostwa Czech do lat 20 edycji 2011/2012:
  - Pierwsze miejsce w klasyfikacji +/- w sezonie zasadniczym: +40
- Mistrzostwa Czech do lat 20 edycji 2012/2013:
  - Pierwsze miejsce w klasyfikacji strzelców w fazie play-off: 8 goli
  - Pierwsze miejsce w klasyfikacji kanadyjskiej w fazie play-off: 11 punktów